# Municipio de Cairo (Misuri)
El municipio de Cairo (en inglés: Cairo Township) es un municipio ubicado en el condado de Randolph en el estado estadounidense de Misuri. En el año 2010 tenía una población de 1257 habitantes y una densidad poblacional de 11,24 personas por km².

## Geografía
El municipio de Cairo se encuentra ubicado en las coordenadas 39°31′4″N 92°26′46″O / 39.51778, -92.44611. Según la Oficina del Censo de los Estados Unidos, el municipio tiene una superficie total de 111.84 km², de la cual 110,01 km² corresponden a tierra firme y (1,63 %) 1,82 km² es agua.

## Demografía
Según el censo de 2010, había 1257 personas residiendo en el municipio de Cairo. La densidad de población era de 11,24 hab./km². De los 1257 habitantes, el municipio de Cairo estaba compuesto por el 98,33 % blancos, el 0,24 % eran afroamericanos, el 0,16 % eran amerindios, el 0,32 % eran asiáticos y el 0,95 % eran de una mezcla de razas. Del total de la población el 0,08 % eran hispanos o latinos de cualquier raza.